# Jules Girardet
Pour les articles homonymes, voir Girardet.
 (juillet 2017).

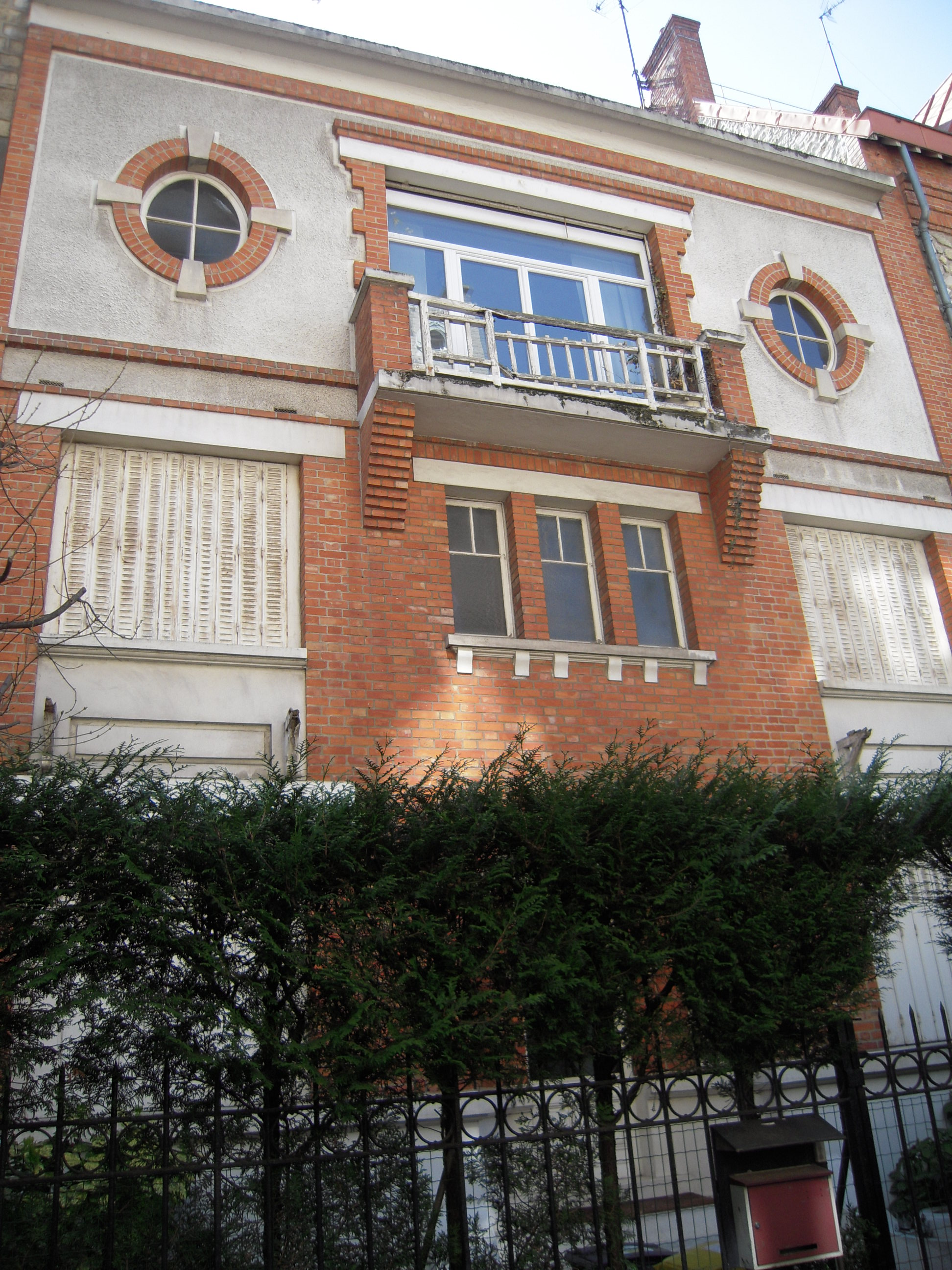
La maison de Jules Girardet à Boulogne-Billancourt.

Jules Girardet, né le 10 avril 1856 à Paris (ancien 12e arrondissement), et mort le 25 janvier 1938 à Boulogne-Billancourt, est un peintre et illustrateur français d'origine suisse.

## Biographie
Issu d'une famille suisse huguenote, Jules Girardet est le fils du graveur Paul Girardet (1821-1893) et de Louise-Alexandrine Sandoz. Son frère aîné est Eugène Girardet et Léon Girardet est son frère jumeau. Tous deux sont également peintres.
Il épouse Marie Mathilde Marguerite Mayor de Montricher à Marseille, le 15 novembre 1881. Le couple a deux filles, Simone et Yvonne. Claude Abadie est son petit-fils. Ils édifient une maison avec un atelier d'artiste en dernier étage au no 26 rue de la Tourelle à Boulogne-Billancourt.
Jules Girardet étudie à l’École des beaux-arts de Paris dans l'atelier d'Alexandre Cabanel. Il peint des portraits, des scènes de genre, quelques sujets orientalistes, mais il se spécialise dans les scènes historiques (guerres révolutionnaires en Bretagne, Louise Michel et la Commune). Ses œuvres ont été récompensées au Salon de Paris de 1881 et il a obtenu la médaille d'argent à l'Exposition universelle de 1889. Le graveur Émile Giroux a puisé dans son œuvre de portraitiste la matière d’une série de figures gravées.

## Œuvres dans les collections publiques
En France
- Cholet, musée d'art et d'histoire : La Déroute de Cholet, Octobre 1793, 1883, huile sur toile ;
- Morlaix, musée des beaux-arts : Épisode de la Chouannerie, huile sur toile ;
- Quimper, musée des beaux-arts : Les Révoltés de Fouesnant, 1886, huile sur toile ;
- Saint-Denis, musée d'art et d'histoire de Saint-Denis :
  - L'Arrestation de Louise Michel, 1871, huile sur toile ;
  - Louise Michel à Satory, 1871, huile sur toile ;

Au Royaume-Uni
- Birkenhead, Williamson Art Gallery and Museum : Le Général Lescure blessé passe la Loire à Saint-Florent, 1882, huile sur toile ;

## Galerie

Œuvres de Jules Girardet
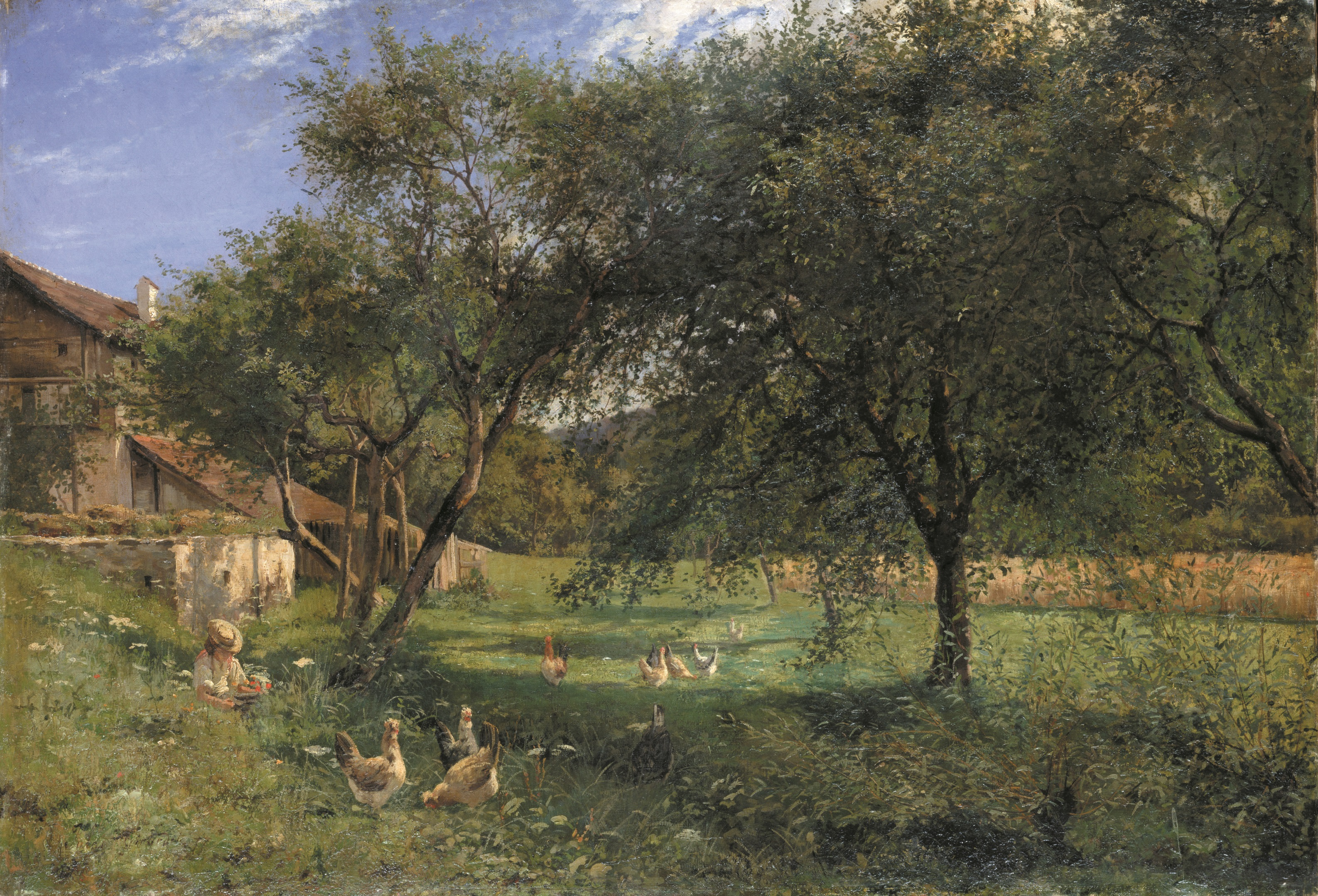
Jules Girardet, Paysage, 1877
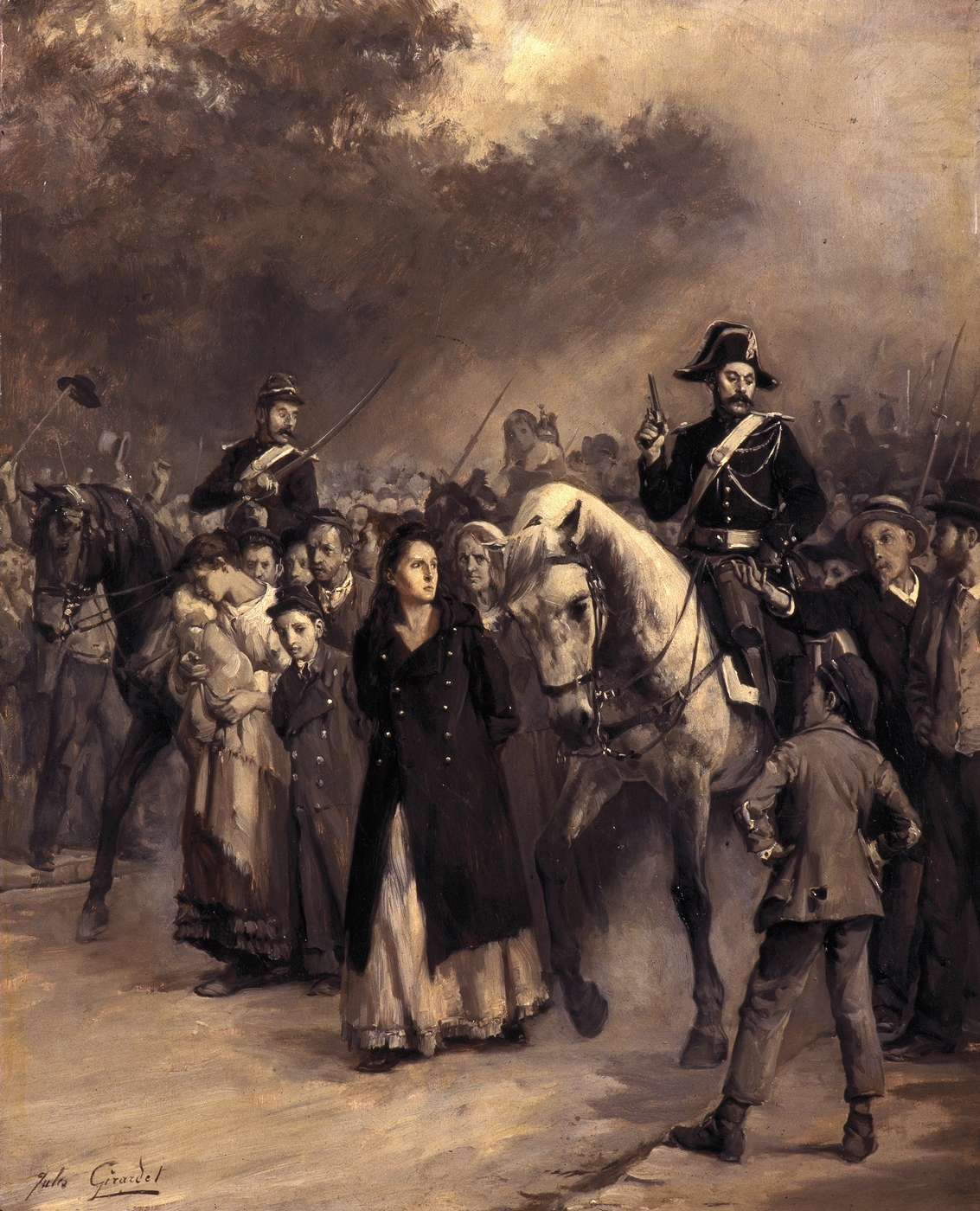
L'Arrestation de Louise Michel (1871), musée d'art et d'histoire de Saint-Denis.
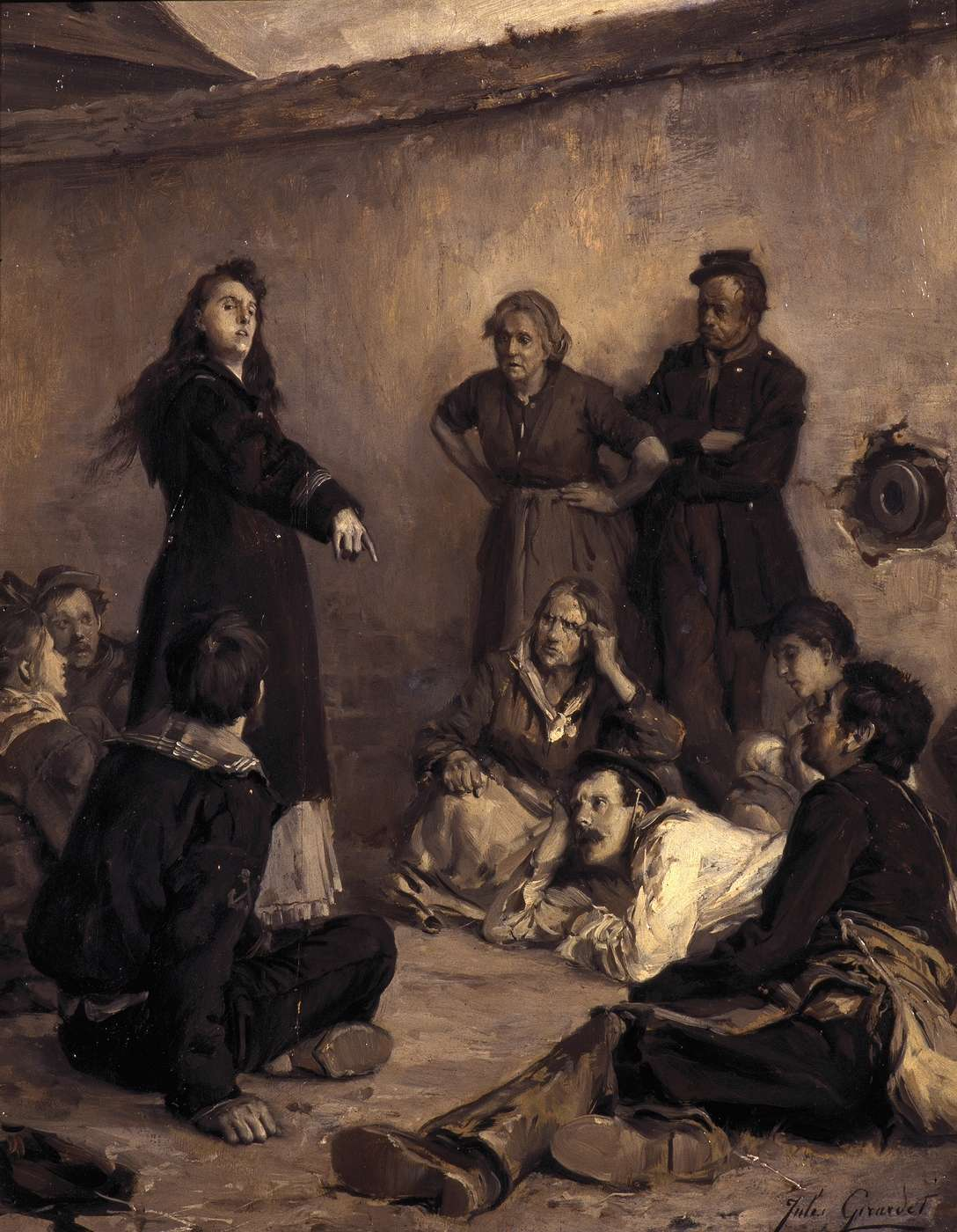
Louise Michel à Satory (1871), musée d'art et d'histoire de Saint-Denis.
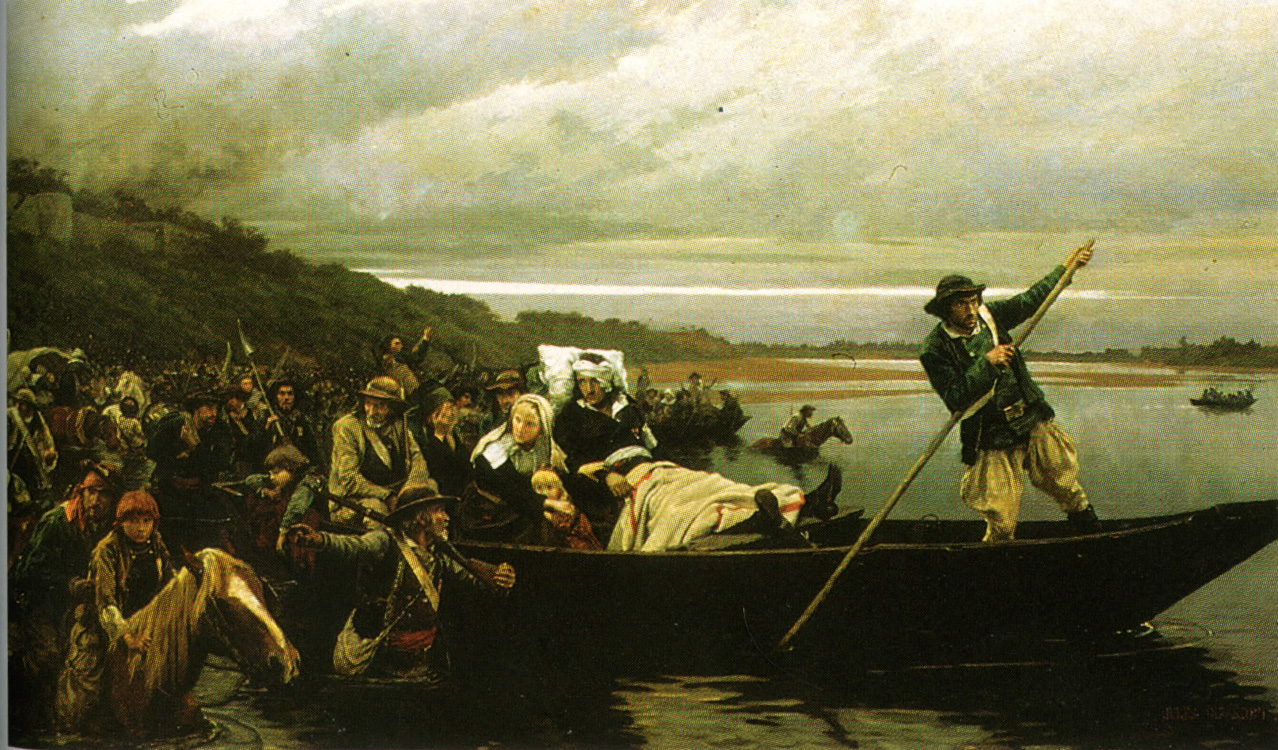
Le Général Lescure blessé passe la Loire à Saint-Florent (1882), Birkenhead, Williamson Art Gallery and Museum.
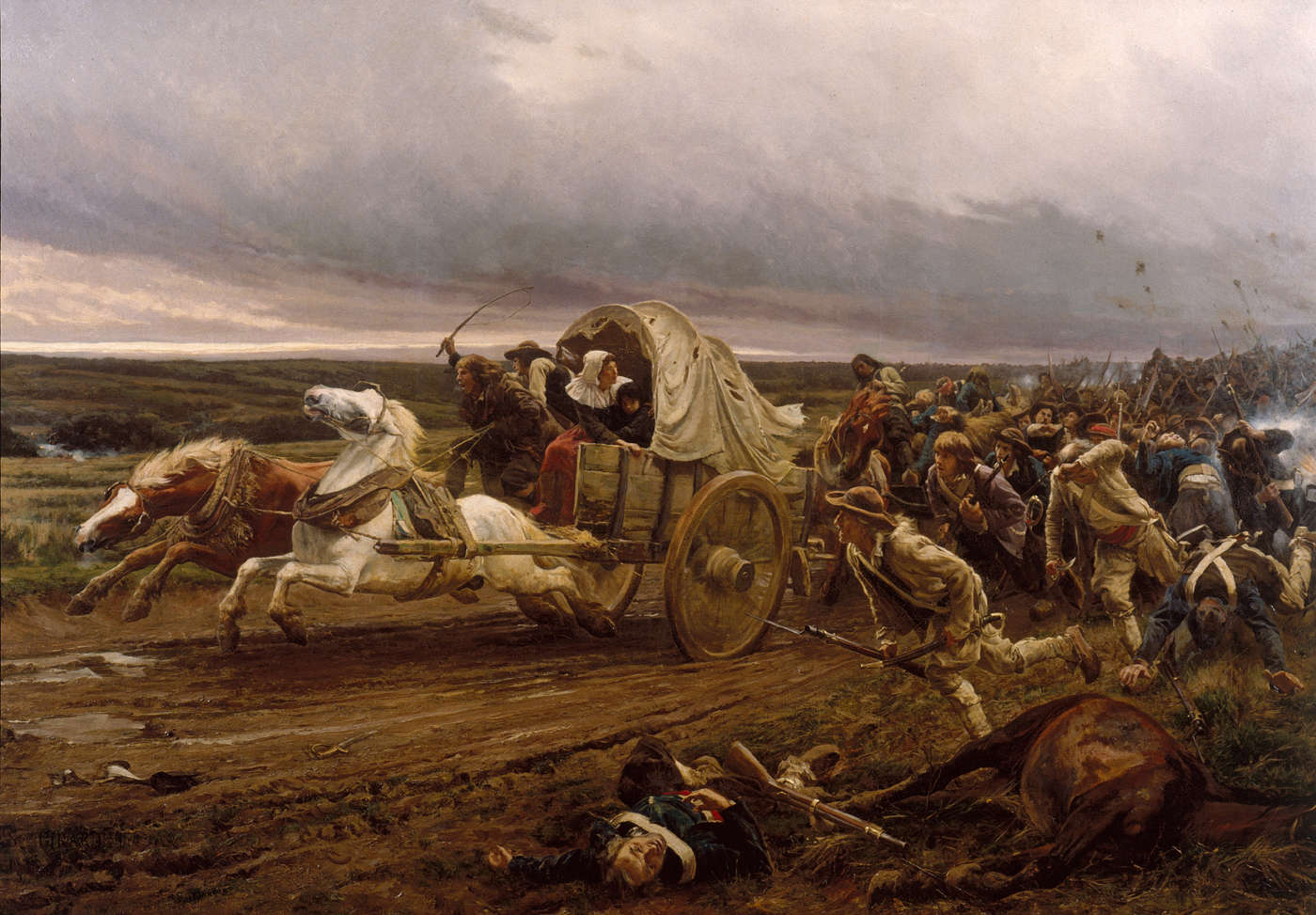
La Déroute de Cholet (1883), musée d'art et d'histoire de Cholet.
Les Révoltés de Fouesnant (1886), musée des beaux-arts de Quimper.
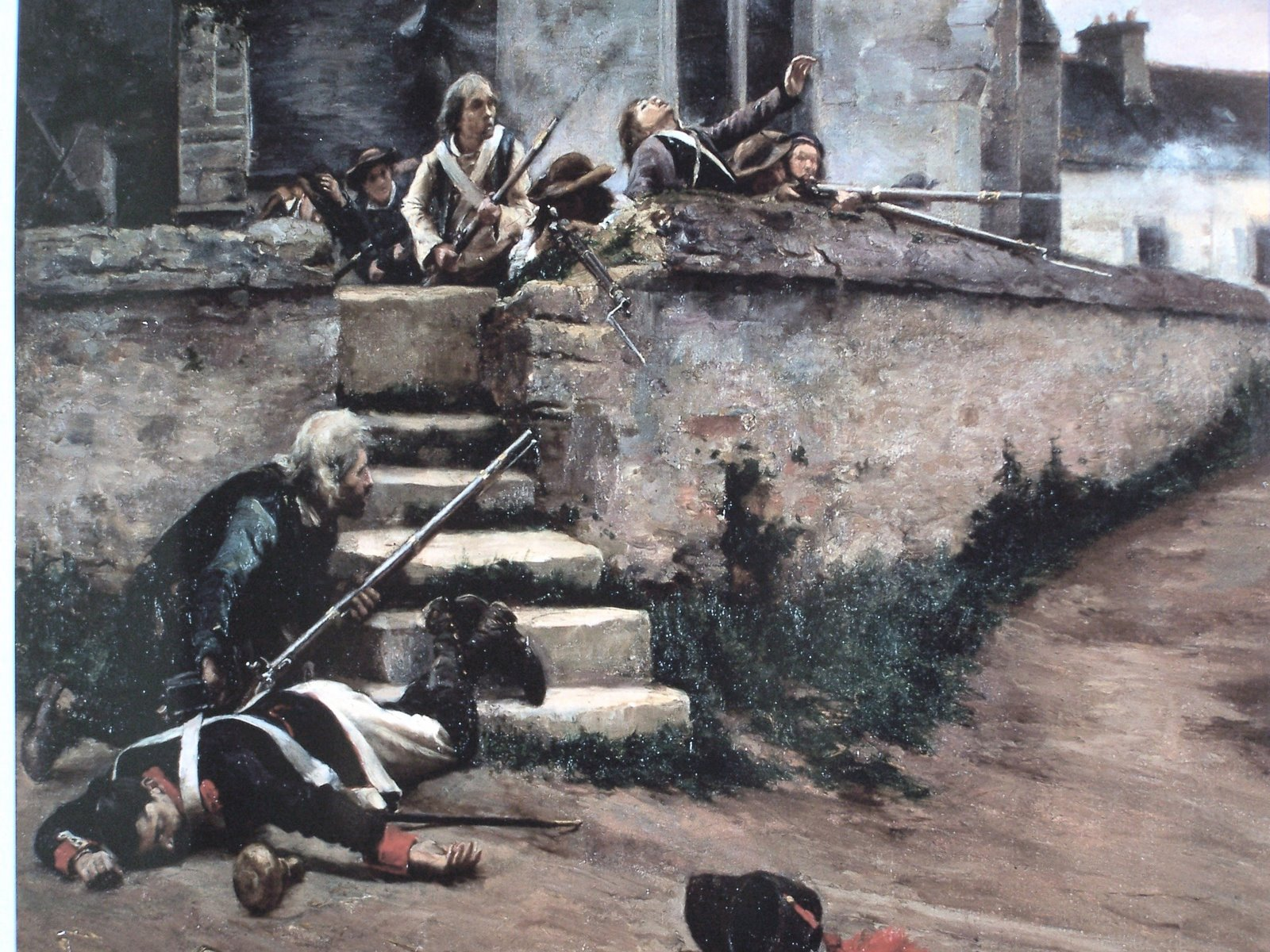
Épisode de la Chouannerie, musée des beaux-arts de Morlaix.
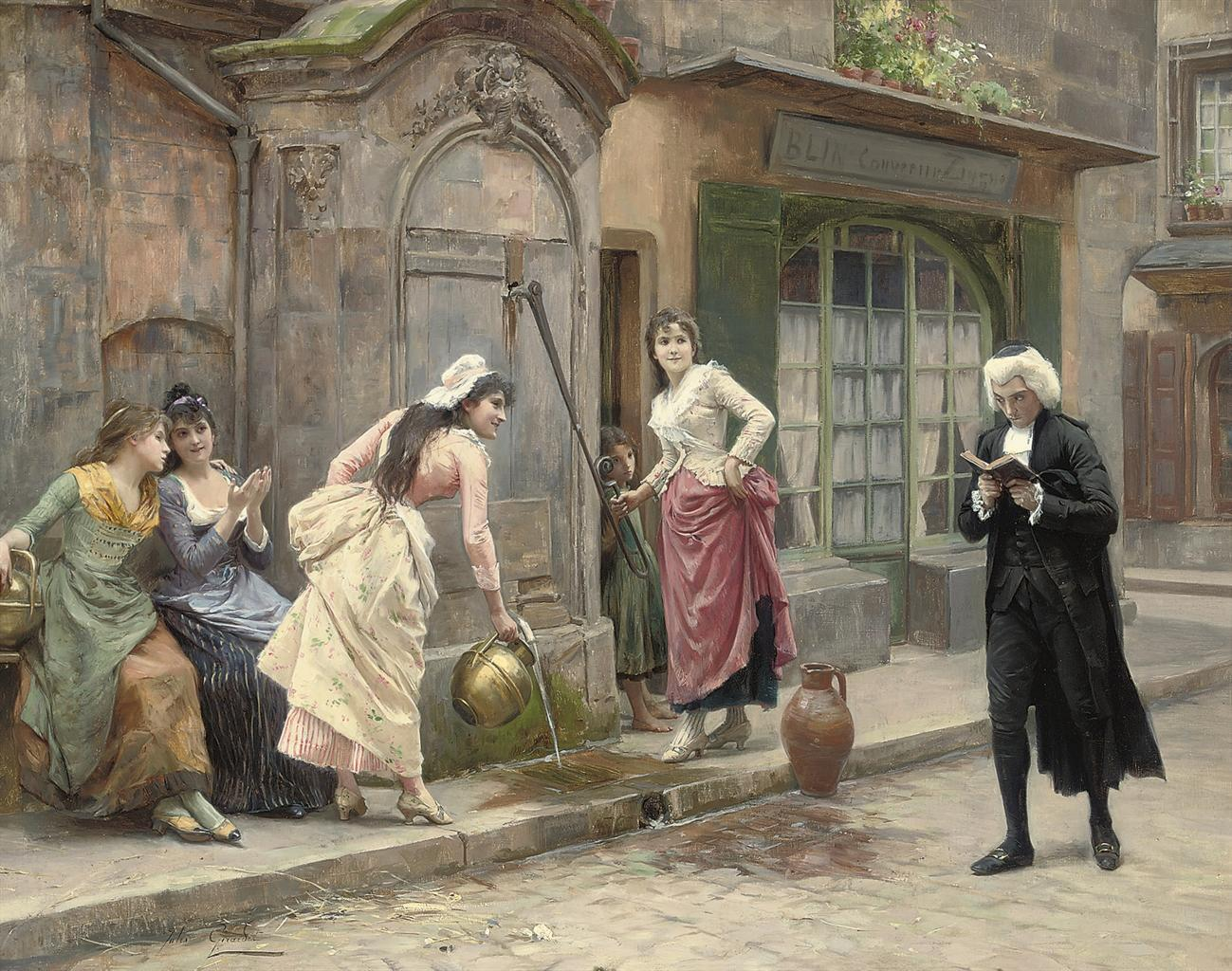
Une distraction pendant les études.